# Boli Khela
Boli Khela o Jabbar-er Boli Khela è una forma tradizionale di wrestling in Bangladesh, particolarmente popolare nella zona di Chittagong. Si tratta di una forma di sport di combattimento che coinvolgono tecniche di tipo grappling come clinch combattimento, plaid e smontature, leve articolari, spille e altro.